# Grönvallen
Grönvallen – småort (miejscowość) w Szwecji, w regionie Dalarna, w gminie Avesta.